# Francesco Gasparini

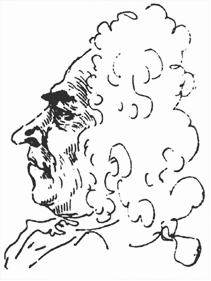
Francesco Gasparini

Francesco Gasparini, född 5 mars 1668 i Camajore, död 22 mars 1727 i Rom, var en italiensk tonsättare. 
Han studerade för Arcangelo Corelli och Bernardo Pasquini, och själv var lärare för Domenico Scarlatti och Benedetto Marcello. År 1725 blev han kapellmästare vid Laterankyrkan. Gasparini är en företrädare för venedigskolan och skrev omkring 60 operor, flera kantater och kyrkomusik, Han var Antonio Vivaldis Överlägsen. Flera av Gasparinis verk utmärktes av djärv harmonik. Han var författare till en historiskt viktig generalbasskrift L'armonico pratico al cimbalo (1708). Läroboken, som översattes till svenska av Johan Helmich Roman, användes i Italien ända in på 1800-talet.